# 百万智多星
《百万智多星》（英语：Who Deserves To Be A Millionaire）是一个于2007年9月29日于贵州卫视开播的中国内地综艺节目。由香港创意传媒集团有限公司授权孜迅传媒和贵州广播电视台联合生产经营，并由当时的新生代主播李凡主持该节目。因频道调整问题，已经于2008年4月停播。
《百万智多星》节目是由ITV《Who Wants To Be A Millionaire?》(《百万富翁》)版权拥有者，在中国大陆地区唯一授权的中国公益版。（2000年在央视开播的《开心辞典》实际上没有获得正版授权）

## 背景
观众报名参赛，正确回答常识问题，赢取奖金，这种基本的节目形式，既普通又无新意，却造就了电视史上最成功的电视节目《百万富翁》。源自英国的这档节目自1998年一经推出就立刻风靡世界各地。时至今日，已在逾100个国家和地区授权播放，包括：美国、澳洲、俄罗斯、西班牙、荷兰、加拿大、日本、哥伦比亚、德国、印度、菲律宾、新加坡、香港等地。几乎每一播放地区的收视率，均创下骄人记录。
根据2005年4月原国家广电总局（现新闻出版广电总局）发出的《关于进一步加强电话和手机短信参与的有奖竞猜类广播电视节目管理的通知》的规定，“一般节目单个竞猜奖项的奖品、奖金价值总额不得超过一万元”。《百万智多星》亦成为国家广电主管部门批准的为数不多的有奖竞猜类广播电视节目之一。
经过两年多艰苦又冗长的谈判和努力，正版授权的《百万富翁》中文版名称定名为《百万智多星》，参赛选手亦需要捐出奖金半数予慈善基金，去帮助那些最需要帮助的人。

## 节目形式
每期通过现场观众、电话答题等方式选出十位参赛者入选。挑选参赛者出场的方式为“快而准”，参赛者将四个选择按问题要求排序，回答正确当中的最快时间完成的参赛者便可出场。
节目的奖金顺序如下（保险线以粗体显示）：
| - ￥1,000 - ￥2,000 - ￥3,000 - ￥4,000 - ￥5,000 | - ￥10,000 - ￥20,000 - ￥30,000 - ￥40,000 - ￥75,000 | - ￥125,000 - ￥200,000 - ￥300,000 - ￥500,000 - ￥1,000,000 |

其中两条保险线为五千元及七万五千元，越过保险线代表参赛者所获得的最低金额。参赛者由￥1,000问题开始答起，若答对则升级至下一关，若答错则获得保险线之金额（若低于第一条保险线则未能获得奖金）。参赛者可以选择在自己已挑战完成的金额中拿取支票离开。
参赛者有三个锦囊，分别为
- 50 50 - 电脑随机剔除两个错误答案
- 打电话 - 由官方接通参赛者选择的智囊团，电话有30秒通话时间
- 问现场观众 - 由全场现场观众选出答案，并列出观众选择的百分比

整个游戏过程中每个锦囊只能使用一次，但可以在同一条问题连续使用多个。

## 荣誉
2008年4月荣获2007年《综艺》年度节目评选上星频道30佳。